# Мареш, Михал

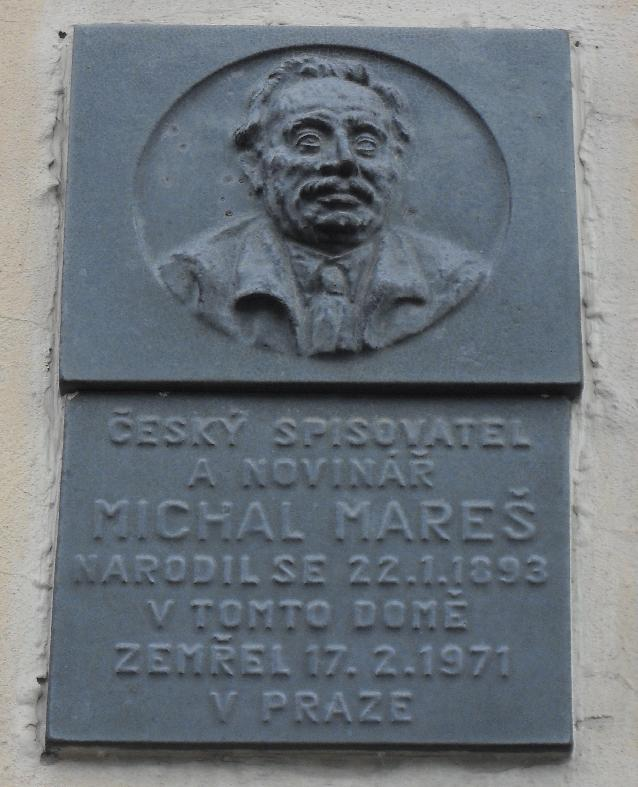
Мемориальная доска М. Мареша в Теплице

Михал Мареш (настоящее имя — Йозеф) (чеш. Michal Mareš; 22 января 1893, Теплице — 17 февраля 1971, Прага) — чешский писатель

, поэт, драматург, журналист, фельетонист, политик.

## Биография
Из рабочих. С 1910 года участвовал в чешском анархическом движении, в том числе в сатирической Партия умеренного прогресса в рамках закона Ярослава Гашека. В возрасте 17 лет был исключён из школы за протест против казни испанского теоретика анархизма Франсеска Феррера. Анархизм привел Мареша к интересу к социальным проблемам, которым он посвятил себя в период Первой Чехословацкой республики как автор прозы и пьес и как журналист. Сотрудничал с журналами «Tribuna», «Prager Mittag» и «Prager Tagblatt», совершил поездки по странам Европы и Африки.
Долгое время был членом редколлегии газеты «Prager Tagblatt». После 1919 года порвал с церковью.
После Второй мировой войны работал в газете «Dnešek» («Сегодня»). Некоторое время был членом Коммунистической партии Чехословакии (KSČ), сотрудничал с газетой «Rudé právo», но после критики действий партии и гонений был исключен в начале 1947 года.
После прихода к власти коммунистов в 1948 году был приговорен к семи годам лишения свободы и лишению гражданских прав. Вышел на свободу с подорванным здоровьем в 1955 году. Реабилитирован через двадцать лет после смерти. 
Мареш считался важным свидетелем и знатоком творчества Франца Кафки, Макса Брода и Ярослава Гашека.

## Избранная библиография
- Disharmonie, (1916, проза и стихи),
- Přicházím z periferie, (1920, стихи),
- Policejní šťára, (1922),
- Anděličkářka, (1922, роман),
- Oasa, Obelisk, (1924, роман),
- Zápisky z výčepů lihovin, nevěstinců, Afriky, Prahy a odjinud, (1926, сборник репортажей),
- Zelená garda, (1927, роман о 1918 г.),
- Sing-Sing, (1928, пьеса),
- Pan Václav – Český trhan v cizině,
- Internacionální patriot: pan Václav doma, (1931),
- Ze vzpomínek anarchisty, reportéra a válečného zločince, (1999).